# 褚辅成

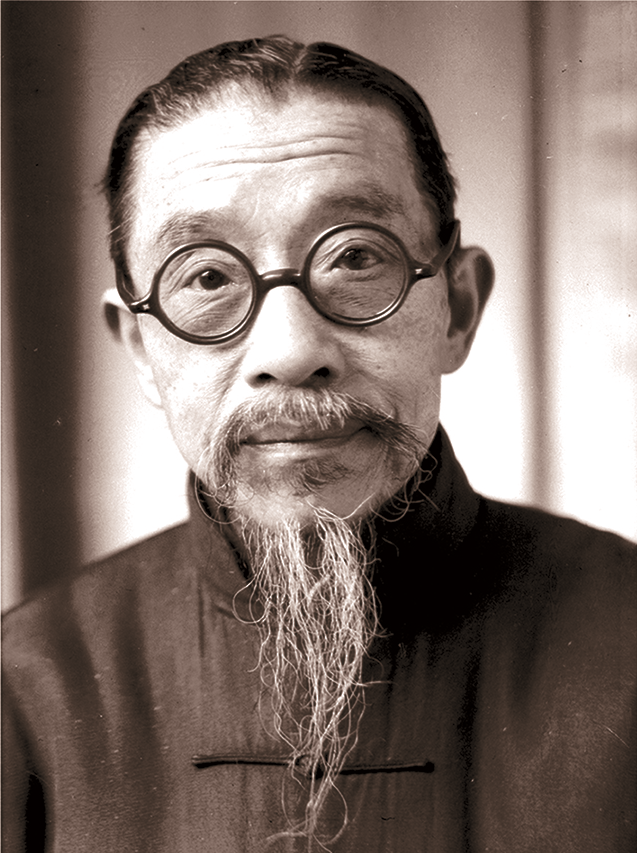
晚年褚辅成

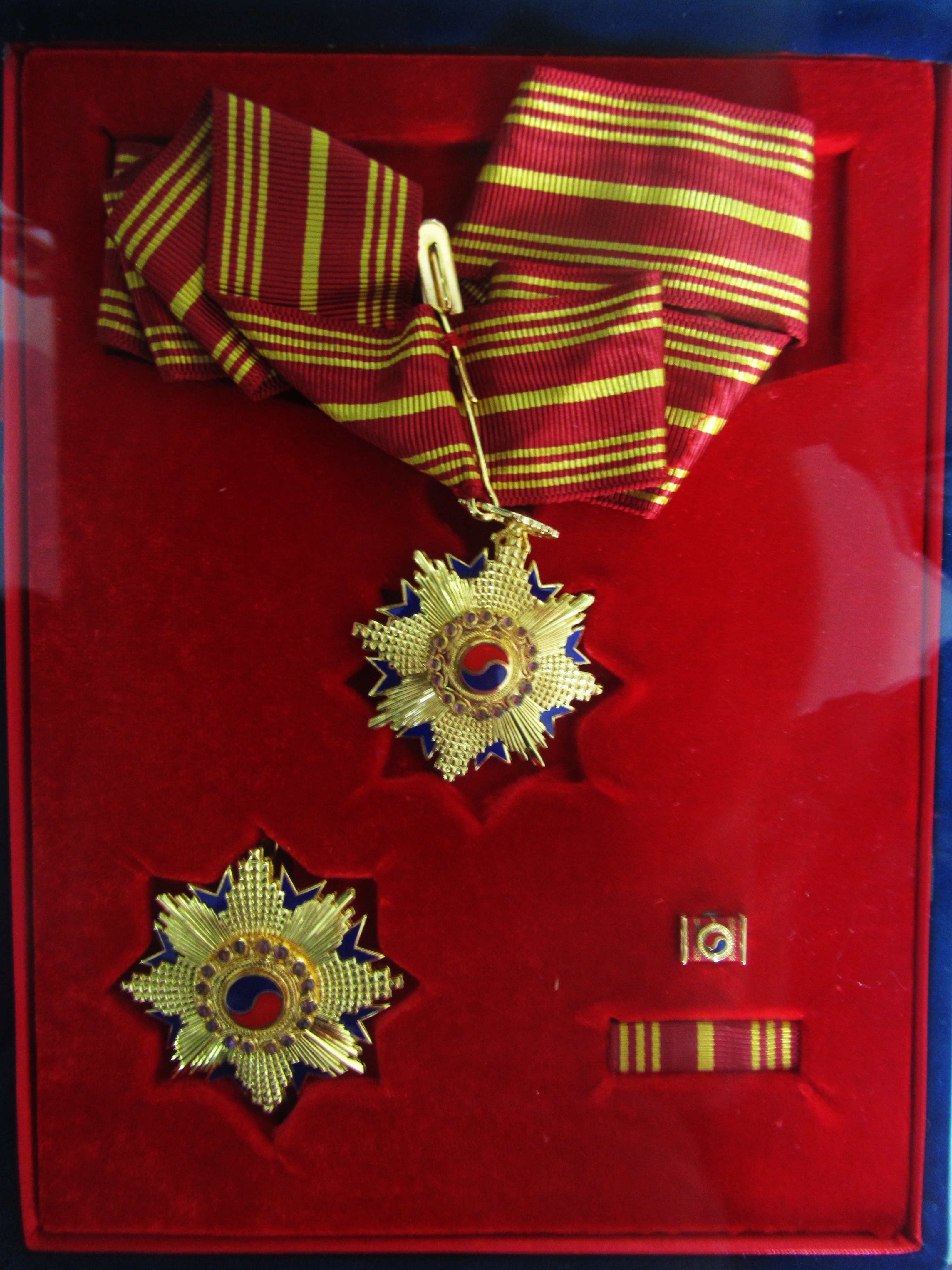
1996年大韩民国政府鉴于褚辅成救护金九等韩国独立运动人士的功勋而追授褚辅成的“大韩民国建国勋章-独立章”，杭州湖边村大韩民国临时政府杭州旧址纪念馆藏。

褚辅成（1873年5月27日—1948年3月29日），字慧僧，男，浙江秀水（今嘉兴）人，九三学社发起人之一，中国近代爱国人士。

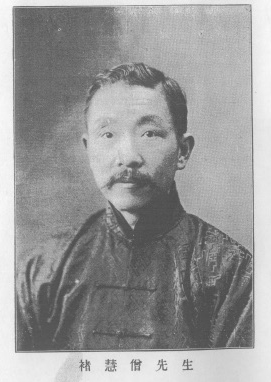

## 生平
监生出身，日本东洋大学高等警政科毕业，在日本加入光复会和中国同盟会。回国后任嘉兴府商会总理。1909年当选为浙江谘议局议员、候补常驻议员。
辛亥革命时参与领导起义，光复省城，军政府建立后任民政长。后任浙江省参议会议长，浙江军政府参事。1913年当选为第一届国会众议院议员，同年8月遭袁世凯逮捕，袁死后获释。
1916年参加第一次恢复的国会，与王正廷组织政余俱乐部，反对中国对德宣战（第一次段祺瑞內閣改組內閣）。1917年7月国会解散后响应孙中山号召，南下护法，参加广州国会非常会议。1918年9月开正式会议时当选为众议院副议长。1924年反对曹锟驱赶大总统黎元洪，拒绝参加曹锟贿选。1925年任善后会议委员。
1927年任浙江省政府委员兼民政厅长。虹口公园爆炸案之后，帮助韩国独立临时政府领导人金九在嘉兴避难。抗日战争时期任国民参政会参政员，主张抗日。1946年5月，九三学社正式成立时，任中央理事。后曾任上海法学院院长。
1948年3月29日，褚辅成在上海逝世。其遗嘱为：
余早年读儒书，志存报国，五十年来，无敢间息。所憾国家多故，外患迭乘，忠义仅存，涓埃无补。溯自满清末年，目击国事日蹙，只身东渡，联合同志，以期复国自强。辛亥民国成立，厕身议会有年，始终以法自持，以廉自励，以惠养民，以诚待友，嫉恶黜贪，无间亲仇。现当国事蜩螳，兆民涂炭，世界大势所趋，非真正民主，实施宪法，无以救国。所期爱国之士，至诚团结，共图国是，永奠邦基。余既以身许国，不事生计，尔辈深体余志，忠心为国，余目暝矣。

## 荣誉

### 外国勋章奖章
- 建国勋章独立章（韩国，1996年9月30日于嘉兴追授）

## 影视形象
描写褚辅成营救韩国国父金九事迹的电影《非常营救》，于2012年上映。